# Grävenwiesbach
Grävenwiesbach település Németországban, Hessen tartományban. Lakosainak száma 5475 fő (2023. december 31.).

## Népesség
A település népességének változása:
| Lakosok száma | 5374 | 5375 | 5411 | 5352 | 5475 |
|               | 2017 | 2019 | 2021 | 2022 | 2023 |